# Indijanski škof
Indijanski škof je literarizirana biografija za otroke o Frideriku Ireneju Baragu, ki jo je napisal Andraž Arko OFM, ilustrirala Urša Skoberne, izdala pa založba Brat Frančišek leta 2005. Istega leta je bila narejena tudi zgoščenka, ki knjigo dopolnjuje.

## Povzetek
V pripovedi Indijanski škof nastopa glavni literarni lik Friderik Irenej Baraga in skozi zgodbo lahko spremljamo njegovo življenje od rojstva pa do njegove smrti.
Friderik Irenej Baraga se je rodil 28. junija 1797 v graščini Mala vas pri Dobrniču. Šolal se je v Ljubljani, po uspešno opravljeni maturi pa se je odločil za študij prava na Dunaju, ki ga je končal z odliko. Nato je vstopil v ljubljansko bogoslovje, saj se je odločil postati duhovnik. Po posvečenju leta 1823 je postal kaplan v Šmartinu pri Kranju za 4 leta, kasneje so ga premestili v Metliko, kjer je ostal 2 leti.
Leta 1831 je prispel v Ameriko kot misijonar. V 37 letih misijonarske službe je zamenjal kar 11 misijonarskih postojank. V teh letih je Indijance učil o veri in kulturi, poleg tega pa je ustanavljal tudi katoliške šole, kjer so se otroci učili brati in pisati. Leta 1832 je izdal prvi otavanski molitvenik, leta 1853 pa tudi očipvejsko-angleški slovar. Istega leta ga je papež imenoval za škofa.
19. januarja 1868 je Friderik Irenej Baraga umrl v Marquettu, kjer so ga tudi pokopali v kripti tamkajšnje stolnice. V teku je proces za razglasitev za blaženega.

## Analiza knjige
Zgodba opisuje čas 19. stoletja, v katerem je Baraga tudi živel. V knjigi se opazi več značilnosti 19. stoletja. Ljudje se selijo iz Evrope v Ameriko, kjer delajo v rudnikih. Poleg tega si poskušajo priseljenci prilastiti zemljo Indijancev. 
Konec knjige opisuje tudi novejši čas, prejšnje stoletje. To je razvidno iz dejstva, da so se bolnišnice pojavile tam šele v 20. stoletju.
Pisatelj omenja slovenske pokrajine, kjer je Baraga najprej deloval, kasneje, v drugem delu pa je dogajalni prostor Severna Amerika – območje ob Velikih jezerih.

### Motivno-tematska interpretacija
Tema knjige je bivanjska, saj knjiga opisuje življenje Friderika Ireneja Barage in verska, saj je bil Baraga duhovnik in je oznanjal krščansko vero.
V knjigi lahko opazimo motiv pokristjanjevanja, saj je Friderik Irenej Baraga katoliški duhovnik in misijonar, ki je oznanjal svojo vero med nekatoliške Indijance.

### Oznaka glavnega junaka
Glavni lik zgodbe je Friderik Irenej Baraga. Sprva je imel v posesti trebanjski grad, torej je bil po socialnem statusu najprej graščak (str. 11), kasneje je postal duhovnik (str. 16), misijonar, na koncu pa še škof na področju Velikih jezer.
- Opis značaja

Friderik Irenej Baraga je bil zelo vztrajen (»ure in ure je lahko posedal s peresom v roki …« str. 13). Bil je zelo skromen (»skromni Friderik …« str. 17, živel je v leseni hišici kriti z lubjem), radodaren (»vse ostalo premoženje … je razdelil med siromake in bolnike«), ponižen (»in on je prav ponižno zgrabil blatne škornje …« str. 22, »… odšel brez velikih slovesnosti, prav ponižno in tiho …«). V knjigi je opisan tudi kot pogumen človek (»… a to za pogumnega misijonarja …« str. 51) in zelo zagnan pri širjenju krščanske vere (»bilo je sredi najhujše zime, vendar to ni ustavilo Friderika …« str. 59).
- Moralne norme glavnega lika pripovedi

Friderik Irenej Baraga je rad pomagal revežem, ubogim, saj ga je tega početja učila že mati (»otrokom je bila lep zgled, saj je rada delila darove ubogim …« str. 11). Bil je tudi zelo delaven (» povsod je marljivo delal …« str. 20). Dosledno se je držal svojih obljub (ko se je zavezal, da ne bo več zaužil alkohola in mesa str. 34, 62). Zvest in vdan je bil svojemu Bogu.
- Samopodoba

»… da je le nevreden Gospodov služabnik, ki nima ničesar, s čimer bi se ponašal ob srečanju z Bogom. str. 77«
- Pogled ljudi nanj

Duhovniki:
Nekateri ga niso marali (»… prepričani, da je preveč vnet za delo in pretirava …« str. 20, » … strogemu župniku … je vse to šlo v nos …« str. 22, »… župnik Derganc in Frideriku očital, da še ni odplačal dolgov …« str. 23), nekateri pa so ga sprejeli »z velikim veseljem« str. 25.
Ljudje:
Domačini so imeli Baraga zelo radi (»vsi so se hoteli posloviti od dobrega kaplana, mnogi so jokali« str. 23, »… težko so ga pričakovali …«)
Indijanci so ga zelo spoštovali (»… če so odšli za dlje časa na pot, so se od njega prišli poslovit in prosit blagoslova« str. 28, »… razveselili so se …« str. 30) in cenili str. 29.
Pri nekaterih pa ni bil dobro zapisan (»Toda Baragu niso nagajali in nasprotovali samo nekateri Indijanci, ampak predvsem belci.« str. 33, »… jezili so se nanj, ga zmerjali in mu celo grozili …« str. 33, »… belci so Friderika sovražili …« str. 48.